# Élections générales espagnoles de 1982
Les élections générales espagnoles de 1982 (en espagnol : Elecciones generales de España de 1982, désignées sous le numéronyme 28-O) se tiennent le jeudi 28 octobre 1982 afin d'élire les 350 députés et 208 sénateurs de la IIe législature des Cortes Generales.
Le scrutin voit la victoire du Parti socialiste ouvrier espagnol de Felipe González, qui remporte une large majorité absolue des sièges au Congrès des députés et au Sénat. L'Union du centre démocratique de Landelino Lavilla, au pouvoir depuis cinq ans, s'effondre totalement et laisse à la coalition Alliance populaire-Parti démocrate populaire de Manuel Fraga le rôle de principale force d'opposition.

## Mode de scrutin

### Convocation des élections
Le scrutin est convoqué par un décret royal adopté en conseil des ministres sur proposition du président du gouvernement. Les élections se tiennent au moins 55 jours après la publication du décret au Bulletin officiel de l'État.

### Pour le Congrès des députés
Le Congrès des députés (Congreso de los Diputados) est la chambre basse du Parlement espagnol, les Cortes Generales. Il se compose de 350 députés (diputados), élus pour un mandat de quatre ans au suffrage universel et au scrutin proportionnel D'Hondt dans 52 circonscriptions qui correspondent aux provinces d'Espagne ainsi qu'aux communes de Ceuta et Melilla par tous les citoyens espagnols âgés d'au moins 18 ans jouissant de leurs droits civils et politiques.

#### Conditions de candidature
Les candidatures doivent être présentées à la commission électorale de circonscription entre le 11e et le 20e jour — tous deux inclus — qui suivent la publication du décret de convocation des élections.
Peuvent soumettre une candidature : 
- les partis politiques et leurs fédérations, inscrits au registre des associations politiques ;
- les coalitions de partis ou de fédérations, constituées auprès de la commission électorale centrale dans les 15 jours suivant la publication du décret de convocation ;
- un groupe de 0,1 % des électeurs inscrits sur les listes électorales de la circonscription, représentant au moins 500 personnes.

Les candidatures admises à participer au scrutin sont proclamées par les commissions électorales de circonscription le 30e jour qui suit la publication du décret de convocation.

#### Répartition des sièges
Seules les listes ayant recueilli au moins 3 % des suffrages valides peuvent participer à la répartition des sièges à pourvoir dans une circonscription, qui s'organise en suivant différentes étapes : 
- les listes sont classées en une colonne par ordre décroissant du nombre de suffrages obtenus ;
- les suffrages de chaque liste sont divisés par 1, 2, 3... jusqu'au nombre de députés à élire afin de former un tableau ;
- les mandats sont attribués selon l'ordre décroissant des quotients ainsi obtenus.

Lorsque deux listes obtiennent un même quotient, le siège est attribué à celle qui a le plus grand nombre total de voix ; lorsque deux candidatures ont exactement le même nombre total de voix, l'égalité est résolue par tirage au sort et les suivantes de manière alternative.
À Ceuta et Melilla, le scrutin se tient de facto selon les règles du scrutin uninominal majoritaire à un tour : est proclamé élu le candidat ayant remporté le plus grand nombre de voix.

#### Députés par circonscription
| Circonscriptions | Députés |
| --- | ------- |
| Barcelone | 33      |
| Madrid | 32      |
| Valence | 15      |
| Séville | 12      |
| Biscaye, Oviedo | 10      |
| Alicante, La Corogne | 9       |
| Cadix, Malaga, Murcie, Pontevedra, Saragosse                                                                               | 8       |
| Badajoz, Cordoue, Grenade, Guipuscoa, Jaén, Santa Cruz de Tenerife                                                         | 7       |
| Baléares, Las Palmas, León                                                                                                 | 6       |
| Almería, Cáceres, Castellón, Ciudad Real, Gérone, Huelva, Lugo, Navarre, Ourense, Santander, Tarragone, Tolède, Valladolid | 5       |
| Alava, Albacete, Burgos, Cuenca, Lérida, Logroño, Salamanque, Zamora                                                       | 4       |
| Ávila, Guadalajara, Huesca, Palencia, Ségovie, Soria, Teruel                                                               | 3       |
| Ceuta, Melilla | 1       |

### Pour le Sénat
Le Sénat (Senado) est la chambre haute des Cortes Generales. Il se compose d'un nombre variable de sénateurs (senadores) :
- 208 élus pour un mandat de quatre ans au suffrage universel et au scrutin majoritaire plurinominal dans 58 circonscriptions qui correspondent à 47 provinces d'Espagne, aux communes de Ceuta et Melilla et aux îles de Majorque, Grande Canarie, Tenerife, Minorque, Ibiza-Formentera, Lanzarote, Fuerteventura, La Palma et La Gomera-El Hierro ;
- au moins 17 élus par les assemblées des communautés autonomes, auxquels s'ajoute pour chaque territoire un sénateur supplémentaire pour chaque tranche d'un million d'habitants.

Chaque circonscription élit quatre sénateurs, sauf Majorque, Grande Canarie et Tenerife, qui en élisent trois ; Ceuta et Melilla, qui en élisent deux ; et Minorque, Ibiza-Formentera, Lanzarote, Fuerteventura, La Palma et La Gomera-El Hierro, qui n'en élisent qu'un.

#### Conditions de candidature
Les candidatures doivent être présentées à la commission électorale de circonscription entre le 11e et le 20e jour — tous deux inclus — qui suivent la publication du décret de convocation des élections.
Peuvent soumettre une candidature : 
- les partis politiques et leurs fédérations, inscrits au registre des associations politiques ;
- les coalitions de partis ou de fédérations, constituées auprès de la commission électorale centrale dans les 15 jours suivant la publication du décret de convocation ;
- un groupe de 0,1 % des électeurs inscrits sur les listes électorales de la circonscription, représentant au moins 500 personnes.

Dans chaque circonscription, les différentes candidatures présentent le nombre de candidats qu'elles souhaitent, dans la limite du nombre total de sièges à pourvoir.
Les candidatures admises à participer au scrutin sont proclamées par les commissions électorales de circonscription le 30e jour qui suit la publication du décret de convocation.

#### Répartition des sièges
Dans les circonscriptions disposant de trois ou quatre sénateurs, chaque électeur vote pour un nombre de candidats inférieur d'un au nombre total de sièges à pourvoir. Dans celles comptant un ou deux sénateurs, chaque votant s'exprime en faveur d'un ou deux candidats respectivement. Dans chaque circonscription, sont proclamés élus les candidats ayant remporté le plus grand nombre de suffrages, jusqu'à ce que tous les sièges soient pourvus.

## Campagne

### Principales forces politiques
| Force politique | Force politique                                                                                | Force politique | Idéologie                                                               | Chef de file                                         | Résultats en 1979                          |
| --------------- | ---------------------------------------------------------------------------------------------- | --------------- | ----------------------------------------------------------------------- | ---------------------------------------------------- | ------------------------------------------ |
|                 | Union du centre démocratique (es) Union de Centro Democrático                                  | UCD             | Centre à centre droit Monarchisme, réformisme, libéralisme              | Landelino Lavilla (Président du Congrès des députés) | 34,84 % des voix 168 députés 118 sénateurs |
|                 | Parti socialiste ouvrier espagnol (es) Partido Socialista Obrero Español                       | PSOE            | Centre gauche Social-démocratie, progressisme                           | Felipe González (Député de Madrid)                   | 30,40 % des voix 121 députés 67 sénateurs  |
|                 | Alliance populaire-Parti démocrate populaire (es) Alianza Popular-Partido Democráta Popular    | AP-PDP          | Centre droit à droite Conservatisme, démocratie chrétienne, monarchisme | Manuel Fraga (Député de Madrid)                      | 5,37 % des voix 11 députés 3 sénateurs     |
|                 | Parti communiste d'Espagne (es) Parti Comunista de España                                      | PCE             | Gauche Communisme, républicanisme, internationalisme                    | Santiago Carrillo (Député de Madrid)                 | 10,77 % des voix 23 députés 0 sénateur     |
|                 | Convergence et Union (ca) Convergència i Unió                                                  | CiU             | Centre Catalanisme, libéralisme, démocratie chrétienne                  | Miquel Roca Junyent (Député de Barcelone)            | 2,69 % des voix 8 députés 1 sénateur       |
|                 | Parti socialiste d'Andalousie-Parti andalou (es) Parti Socialista de Andalucía-Partido Andaluz | PSA-PA          | Centre à centre gauche Nationalisme, progressisme, social-libéralisme   | Diego de los Santos (Député de Séville)              | 1,81 % des voix 5 députés 0 sénateur       |
|                 | Parti nationaliste basque (es) Partido Nacionalista Vasco (eu) Euzko Alderdi Jeltzalea         | EAJ-PNV         | Centre droit Nationalisme, démocratie chrétienne, libéralisme           | Íñigo Aguirre (Député de Biscaye)                    | 1,65 % des voix 7 députés 8 sénateurs      |

## Résultats

### Participation
| Horaire | 1979    | 1982    | Différence |
| ------- | ------- | ------- | ---------- |
| à 15 h  | 36,02 % | 39,75 % | 3,73       |
| à 18 h  | 56,83 % | 62,81 % | 5,98       |
| à 20 h  | 68,04 % | 79,97 % | 11,93      |

### Au Congrès des députés

#### Total national
|                                                    |                                                      |                                                      |            |       |               |        |               |
| Parti ou coalition                                 | Parti ou coalition                                   | Parti ou coalition                                   | Voix       | %     | +/-           | Sièges | +/-           |
|                                                    |                                                      | Parti socialiste ouvrier espagnol (PSOE)             | 8 551 791  | 40,82 | 15,20         | 172    | 68            |
|                                                    | Parti d'action démocratique (PAD)                    | 5                                                    | 8 551 791  | 40,82 | 15,20         | 5      |               |
|                                                    | Parti des socialistes de Catalogne (PSC)             | 1 575 601                                            | 7,52       | 2,64  | 25            | 8      |               |
| Total Parti socialiste ouvrier espagnol            | Total Parti socialiste ouvrier espagnol              | 10 127 392                                           | 48,34      | 17,84 | 202           | 81     |               |
|                                                    |                                                      | Alliance populaire (AP)                              | 4 636 181  | 22,13 | 16,22         | 87     | 78            |
|                                                    | Parti démocrate populaire (PDP)                      | 14                                                   | 4 636 181  | 22,13 | 16,22         | 14     |               |
|                                                    | AP-PDP-Union valencienne (UV)                        | 613 147                                              | 2,93       | Nv.   | 2             | 2      |               |
|                                                    | AP-PDP-Parti aragonais régionaliste (PAR)            | 222 524                                              | 1,06       | 0,65  | 2             | 1      |               |
|                                                    | AP-PDP-Union du peuple navarrais (UPN)               | 76 255                                               | 0,36       | 0,20  | 2             | 1      |               |
| Total Alliance populaire-Parti démocrate populaire | Total Alliance populaire-Parti démocrate populaire   | 5 548 107                                            | 26,48      | 20,00 | 107           | 96     |               |
|                                                    | Union du centre démocratique (UCD)                   | Union du centre démocratique (UCD)                   | 1 425 093  | 6,80  | 28,15         | 11     | 157           |
|                                                    |                                                      | Parti communiste d'Espagne (PCE)                     | 687 962    | 3,28  | 4,67          | 3      | 12            |
|                                                    | Parti socialiste unifié de Catalogne (PSUC)          | 158 553                                              | 0,76       | 2,10  | 1             | 7      |               |
| Total Parti communiste d'Espagne                   | Total Parti communiste d'Espagne                     | 846 515                                              | 4,04       | 6,77  | 4             | 19     |               |
|                                                    |                                                      | Convergence démocratique de Catalogne (CDC)          | 772 726    | 3,69  | 0,99          | 9      | 2             |
|                                                    | Union démocratique de Catalogne (UDC)                | 3                                                    | 772 726    | 3,69  | 0,99          | 2      |               |
| Total Convergence et Union (CiU)                   | Total Convergence et Union (CiU)                     | 12                                                   | 772 726    | 3,69  | 0,99          | 4      |               |
|                                                    | Centre démocratique et social (CDS)                  | Centre démocratique et social (CDS)                  | 604 309    | 2,88  | Nv.           | 2      | 2             |
|                                                    | Parti nationaliste basque (EAJ-PNV)                  | Parti nationaliste basque (EAJ-PNV)                  | 395 656    | 1,89  | 0,34          | 8      | 1             |
|                                                    | Herri Batasuna (HB)                                  | Herri Batasuna (HB)                                  | 210 601    | 1,01  | 0,05          | 2      | 1             |
|                                                    | Gauche républicaine de Catalogne (ERC)               | Gauche républicaine de Catalogne (ERC)               | 138 118    | 0,66  | 0,03          | 1      | en stagnation |
|                                                    | Fuerza Nueva (FN)                                    | Fuerza Nueva (FN)                                    | 108 746    | 0,52  | Nv.           | 0      | 1             |
|                                                    | Parti socialiste des travailleurs (PST)              | Parti socialiste des travailleurs (PST)              | 103 133    | 0,49  | Nv.           | 0      | en stagnation |
|                                                    | Gauche basque (EE)                                   | Gauche basque (EE)                                   | 100 326    | 0,48  | en stagnation | 1      | en stagnation |
|                                                    | Parti socialiste d'Andalousie-Parti andalou (PSA-PA) | Parti socialiste d'Andalousie-Parti andalou (PSA-PA) | 84 474     | 0,40  | 1,42          | 0      | 5             |
|                                                    | Parti des communistes de Catalogne (PCC)             | Parti des communistes de Catalogne (PCC)             | 47 249     | 0,23  | Nv.           | 0      | en stagnation |
|                                                    | Bloc-Parti socialiste galicien (BLOQUE-PSG)          | Bloc-Parti socialiste galicien (BLOQUE-PSG)          | 38 437     | 0,18  | 0,16          | 0      | en stagnation |
|                                                    | Union du peuple canarien (UPC)                       | Union du peuple canarien (UPC)                       | 35 013     | 0,17  | 0,16          | 0      | 1             |
|                                                    | Nationalistes de gauche (NE)                         | Nationalistes de gauche (NE)                         | 30 643     | 0,15  | Nv.           | 0      | en stagnation |
|                                                    | Autres listes                                        | Autres listes                                        | 335 062    | 1,60  | –             | 0      | en stagnation |
|                                                    |                                                      |                                                      |            |       |               |        |               |
| Suffrages exprimés                                 | Suffrages exprimés                                   | Suffrages exprimés                                   | 20 951 600 | 97,59 |               |        |               |
| Votes blancs                                       | Votes blancs                                         | Votes blancs                                         | 98 438     | 0,46  |               |        |               |
| Votes nuls                                         | Votes nuls                                           | Votes nuls                                           | 419 236    | 1,95  |               |        |               |
| Total                                              | Total                                                | Total                                                | 21 469 274 | 100   | –             | 350    | en stagnation |
| Abstention                                         | Abstention                                           | Abstention                                           | 5 377 666  | 20,03 |               |        |               |
| Inscrits/Participation                             | Inscrits/Participation                               | Inscrits/Participation                               | 26 846 940 | 79,97 |               |        |               |

### Au Sénat
|                                                    |                                                    |                                             |      |               |
| Parti                                              | Parti                                              | Parti                                       | Élus | +/-           |
|                                                    |                                                    | Parti socialiste ouvrier espagnol (PSOE)    | 125  | 64            |
|                                                    | Parti des socialistes de Catalogne (PSC)           | 9                                           | 3    |               |
| Total Parti socialiste ouvrier espagnol            | Total Parti socialiste ouvrier espagnol            | 134                                         | 67   |               |
|                                                    |                                                    | Alliance populaire (AP)                     | 41   | 38            |
|                                                    | Parti démocrate populaire (PDP)                    | 10                                          | 10   |               |
|                                                    | Parti aragonais régionaliste (PAR)                 | 2                                           | 2    |               |
|                                                    | Union du peuple navarrais (UPN)                    | 1                                           | 1    |               |
| Total Alliance populaire-Parti démocrate populaire | Total Alliance populaire-Parti démocrate populaire | 54                                          | 51   |               |
|                                                    | Parti nationaliste basque (EAJ-PNV)                | Parti nationaliste basque (EAJ-PNV)         | 7    | 1             |
|                                                    |                                                    | Convergence démocratique de Catalogne (CDC) | 4    | 3             |
|                                                    | Union démocratique de Catalogne (UDC)              | 1                                           | 1    |               |
| Total Convergence et Union (CiU)                   | Total Convergence et Union (CiU)                   | 5                                           | 4    |               |
|                                                    | Union du centre démocratique (UCD)                 | Union du centre démocratique (UCD)          | 4    | 114           |
|                                                    | Gauche républicaine de Catalogne (ERC)             | Gauche républicaine de Catalogne (ERC)      | 2    | en stagnation |
|                                                    | Assemblée de Fuerteventura (AM)                    | Assemblée de Fuerteventura (AM)             | 1    | 1             |
|                                                    | Indépendants                                       | Indépendants                                | 1    | 7             |
|                                                    | Union populaire (HB)                               | Union populaire (HB)                        | 0    | 1             |
|                                                    |                                                    |                                             |      |               |
| Total                                              | Total                                              | Total                                       | 208  | en stagnation |

## Conséquences
Cinq semaines après la tenue des élections, Felipe González est investi président du gouvernement et forme son premier gouvernement.